# Río Tugela
El río Tugela (también conocido como Thukela) es un   río  de Sudáfrica, el más largo de la provincia de KwaZulu-Natal. 
El río se origina en los montes Drakensberg, Mont-Aux-Sources (fuente de varios de los tributarios de otros dos grandes ríos sudafricanos, el río Orange y el río Vaal) y cae 947 metros en el salto del Tugela, el segundo más alto del mundo. Desde la cordillera Drakensberg el río fluye y serpentea  en un curso de 520 km a través de la región central de KwaZulu-Natal hasta desembocar en el océano Índico. El total de su cuenca es de aproximadamente 29.100 km². El  uso de las tierras de la cuenca es principalmente agrario, con cultivos de subsistencia y silvicultura comercial.